# Dabuan
Dabuan is een bestuurslaag in het regentschap Pamekasan van de provincie Oost-Java, Indonesië. Dabuan telt 1710 inwoners (volkstelling 2010).